# Foersterella reptans
Foersterella reptans är en stekelart som först beskrevs av Christian Gottfried Daniel Nees von Esenbeck 1834.  Foersterella reptans ingår i släktet Foersterella och familjen raggsteklar. Arten är reproducerande i Sverige. Inga underarter finns listade i Catalogue of Life.